# Bundesautobahn 280
La Bundesautobahn 280 (BAB 280, A280 ou Autobahn 280) est une autoroute allemande mesurant 4 kilomètres passant par la Basse-Saxe. Elle relie l’A31 (Emden-Essen) à la frontière néerlandaise au niveau de Bad Nieuweschans où elle est poursuivie par l’A7, permettant ainsi une liaison directe entre la Basse-Saxe et Groningue, et à plus grande échelle, entre Hambourg et Amsterdam. Elle fait partie de l’E22.

## Histoire
L’A280 est la continuité de l’A28 (Brême-Leer) vers les Pays-Bas. D’ailleurs, ce tronçon portait initialement la numérotation A28.